# Rana Bahadur
Rana Bahadur Shah (1775-1806) est le troisième roi du Népal. Il succède à son père à l'âge de deux ans, sa mère Rajendra Laxmi puis son oncle Bahadur Shah exercent la régence.
Sous son règne les Gurkhas envahissent le Tibet en 1788 puis en 1791.
En 1799, il abdique en faveur de son fils Girvana Juddha pour devenir un ascète. Il est battu à mort par son beau-frère Sher Bahadur en 1806.